# Josef Funk
Josef Funk (27. prosince 1867 Vroutek – 7. listopadu 1924 Bohosudov) byl český katolický kněz, sídelní kanovník katedrální kapituly sv. Štěpána v Litoměřicích a kancléřem litoměřické diecéze.

## Život
Na kněze byl vysvěcen 24. května 1891. Od roku 1901 byl farářem ve Varnsdorfu. V roce 1908 byl jmenován a instalován litoměřickým biskupem Emanuelem Schöbelem sídelním kanovníkem litoměřické katedrální kapituly sv. Štěpána. Jako člen kapituly vykonával svou funkci i v období následujícího litoměřického biskupa Josefa Grosse. Zemřel v Bohosudově v roce 1924. Toto období bylo v severočeských Sudetech poznamenáno zvyšujícím se národnostním napětím. Papežem byl za svůj vzorný kněžský duchovní život oceněn a jmenován papežským prelátem. Na litoměřickém biskupství vykonával úřad kancléře.